# W imię...

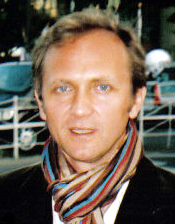
Aktor Andrzej Chyra grający główną rolę księdza Adama

W imię... – polski film fabularny z 2013 w reżyserii Małgorzaty Szumowskiej.

## Fabuła
Film opowiada o księdzu Adamie (Andrzej Chyra), który zmaga się ze swoją homoseksualnością.

## Obsada
Aktorzy:
- Andrzej Chyra jako ksiądz Adam
- Mateusz Kościukiewicz jako Łukasz „Dynia”
- Aleksandra Konieczna jako siostra księdza Adama
- Łukasz Simlat jako nauczyciel Michał Raczewski
- Maja Ostaszewska jako Ewa Raczewska
- Daniel Świderski jako „Babun”
- Grzegorz Jaroszuk jako wikary
- Ireneusz Kozioł jako właściciel żwirowni
- Jakub Gientek jako „Koko”
- Kacper Sztachański jako „Sztacha”
- Kamil Adamowicz jako „Rudy”
- Kamil Konopko jako Kamil
- Krystian Poniatowski jako „Itan”
- Marcin Topczewski jako Marcin
- Maria Maj jako matka „Dyni”
- Maria Mamona jako matka „Gajo”
- Mateusz Gajko jako „Gajo”
- Mateusz Malczewski jako Mateusz
- Michał Korzeniewki jako Michał
- Olgierd Łukaszewicz jako biskup
- Tomasz Schuchardt jako Adrian „Blondi”
- Zbigniew Konopko jako ksiądz na pogrzebie

## Nagrody i nominacje
63. MFF w Berlinie
- Wygrana w 2013: Nagroda Teddy w kategorii najlepszy film o tematyce LGBT (Małgorzata Szumowska)[4].
- Wygrana w 2013: Nagroda Specjalna w kategorii Nagroda czytelników Siegessäule (Małgorzata Szumowska).
- Nominacja w 2013 do Złotego Niedźwiedzia: Udział w konkursie głównym (Małgorzata Szumowska).

Festiwal Filmów Polskich "Wisła" w Rosji
- Nominacja w 2013 do Słonia w kategorii Udział w konkursie (Małgorzata Szumowska).

Festiwal Polskich Filmów Fabularnych w Gdyni
- Wygrana w 2013 roku - Srebrne Lwy dla Małgorzaty Szumowskiej
- Wygrana w 2013 roku - Najlepszy Reżyser dla Małgorzaty Szumowskiej
- Wygrana w 2013 roku - Najlepsza Pierwszoplanowa Rola Męska dla Andrzeja Chyry
- Nominacja w 2013 roku - Złote Lwy - udział w konkursie głównym

Camerimage
- Nominacja w 2013 roku - Konkurs Filmów Polskich - Złota Żaba - udział w konkursie głównym - Michał Englert

FAF - Festiwal Aktorstwa Filmowego
- Nominacja w 2013 roku - Najlepsza Pierwszoplanowa Rola Męska dla Andrzeja Chyry
- Nominacja w 2013 roku - Najlepsza Drugoplanowa Rola Męska dla Mateusza Kościukiewicza

## Produkcja
Zdjęcia do filmu kręcono w województwach podlaskim (Szczuczyn i Wąsosz) oraz warmińsko-mazurskim (okolice Ełku). 